# Lijst van kenningen
Dit is een lijst van kenningen, oftewel dichterlijke omschrijvingen in de Oudgermaanse en Keltische literatuur. Deze illustratieve lijst is niet bedoeld volledig te zijn. Kenningen met betrekking tot een bepaalde figuur in de literatuur worden met het bijhorend artikel geassocieerd, bv. het artikel over Odin heeft een lijst kenningen waarmee Odin wordt geassocieerd of waardoor hij wordt gekend; enkel de minder voor de hand liggende worden hieronder vermeld.
Sleutel voor gebruik: AS - Anglo-Saksisch O - Oudnoors (oorspronkelijke) IJ - Oud IJslandsch D - Deens Z - Zweeds N - Noors G - Germanisch K - Keltisch X - gemeenschappelijk in al deze talen.
| Kenning                        | Primaire betekenis    | Secundaire, impliciete of allusieve betekenis | Brontaal     | Documenten en bronnen |
| ------------------------------ | --------------------- | --- | ------------ | --------------------- |
| De arend voederen              | vijanden doden        | De arenden deden zich tegoed aan de lijken als die er waren | Z            | Gripsholm Runesteen   |
| Ægirs dochters                 | golven                | De oceaangod Ægir had negen dochters, negen types van golven | O            |                       |
| Baldrs gif                     | maretak               | Deze kenning komt van het verhaal waar alle planten en schepsels werd gevraagd te zweren om nooit Baldr enige schade toe te brengen, behalve de maretak die daarbij vergeten werd en die Loki insloot in zijn list om Baldrs dood via Hodur te bewerkstelligen. | O            |                       |
| Barenhengst                    | schip                 | | O            |                       |
| Bloedsintel                    | bijl                  | | O            | Skáldskaparmál        |
| Bloedworm                      | zwaard                | | O            |                       |
| Boom van het goud              | man                   | Mannen worden vaak met bomen vergeleken, zo ook Ask en Embla | O            |                       |
| Boom van het stroomvuur        | man                   | | O            |                       |
| Boombreker                     | wind                  | | O            |                       |
| Elfenglorie                    | zon: Alfrodull        | | O            | Skírnismál            |
| Freyjas tranen                 | goud, soms amber      | Komt van het verhaal dat Freya haar man Óðr niet kon vinden. De tranen die ze stortte waren goud, en de bomen waarop die vielen veranderden in amber. | O            |                       |
| Galgenheer                     | Odin                  | | O            |                       |
| Gehangen god                   | Odin                  | Odin liet zich ooit negen dagen in de kennisboom hangen als mystieke daad en om de runen te ritsen | O            |                       |
| Grímnirs lippenstromen         | poëzie                | Grímnir is een van de namen van Odin | O            | Þórsdrápa             |
| Gunns paard                    | wolf                  | Gunn is een valkyrie | Z            | Rök Steen             |
| Havikberg                      | arm                   | Bij valkeniers rust de valk op de arm van zijn meester | O            |                       |
| Hrugnirslager                  | Thors hamer, Mjollnir | | O            | Lokasenna             |
| Hrugnirs voetzolenplank        | schild                | Verwijst naar de mythe waar Hrungnir op zijn schild ging staan uit vrees voor een aanval van Thor van onder de grond | O            |                       |
| IJs                            | zilver                | | O            |                       |
| Krakizaad                      | goud                  | Hrólf Kraki verstrooide goud in het Fyris heuvelland om de mannen van de Zweedse koning af te leiden. Wordt ook gebruikt als uitdrukking voor vrijgevigheid | O            | Skáldskaparmál        |
| Oorlogsui                      | zwaard                | | O            |                       |
| Ravenoogst                     | lijk                  | Lijken op het slagveld liggen klaar om door raven te worden aangevreten | O            |                       |
| Ravenvoederaar                 | krijger               | | O            |                       |
| Reuzenverdelger                | Thor                  | felli fjörnets go<eth>a flugstalla (bron: Thorsdrapa), is een samengestelde kenning. Letterlijk veller van de levensnetten (fjörnets) van de goden van de vluchtstellingen, i.e. slager van reuzen; levensnetten (fjörnets) is een kenning op zich die naar het werk van de Nornen verwijst die het levenslot weven; vluchtstellingen (flugstalla) zijn de hoge gevaarlijke plaatsen die door arenden en haviken worden bewoond, i.e. de ijzige bergen van Jotunheim. | O            | Thorsdrapa            |
| Ringbreker                     | Koning of stamhoofd   | Alludeert naar een heerser die de gouden ringen (torques) om zijn arm breekt om ze als beloning aan volgelingen te geven. | AS           | Beowulf               |
| Sifs haar                      | goud                  | Naar de mythe waar Loki het haar van Sif afsneed. Om die misdaad ongedaan te maken liet Loki de dwerg Dvalinn nieuw haar voor haar maken, een gouden pruik die groeide als normaal haar. | O            |                       |
| Slachtingsdauw                 | bloed                 | | O            |                       |
| Slangengebroed                 | goud                  | Slangen (en draken) waren erom bekend dat zij op goud lagen in hun nest | O            | Skáldskaparmál        |
| Speergeraas                    | strijd                | | O            | Skáldskaparmál        |
| Stroomvuur                     | goud                  | | O            | Skáldskaparmál        |
| Valleiforel                    | slang                 | | O            | Skáldskaparmál        |
| Vader van de zeedreiging       | Loki                  | Allusie op Lokis vaderschap over Jörmungandr, de Midgaardslang | O            | Þórsdrápa             |
| Vlammenvaarwel                 | dood                  | Implicerend een eerbare dood | O            |                       |
| Wapenweer                      | oorlog                | | O            | Skáldskaparmál        |
| Walvisweg                      | de zee                | | O,AS         | Beowulf               |
| Wenkbrauwsterren               | ogen                  | | IJ           | Gylfaginning          |
| Wolfvader                      | Loki                  | Allusie op Lokis vaderschap over Fenrir | O            | Lokasenna             |
| Wolfgewricht                   | pols                  | Allusie op Tyrs verlies van zijn hand bij het ketenen van de wolf Fenrir | IJ - úlfli›r | Gylfaginning          |
| Zeehengsten                    | Schepen               | | O            | Skáldskaparmál        |
| Zaden van het Fyris heuvelland | goud                  | Hrólf Kraki verstrooide er het goud om de mannen van de Zweedse koning af te leiden | O            |                       |

| Beowulf (bijenwolf) | Beer | Een zeer waarschijnlijke kenning voor Bödvar Bjarki wiens naam "strijdbeer" betekent en die de analoge figuur is van Beowulf in Scandinavische bronnen | AS | Beowulf |